# Палацоло сул'Ольо
Палацо̀ло сул'О̀льо (на италиански: Palazzolo sull'Oglio, на източноломбардски: Palasöl, Паласьол) е град и община в Северна Италия, провинция Бреша, регион Ломбардия. Разположено е на 166 m надморска височина. Населението на общината е 20 009 души (към 2013 г.).